# Pristol
Pristol ist eine Gemeinde im Kreis Mehedinți im Südwesten Rumäniens.

## Geographische Lage

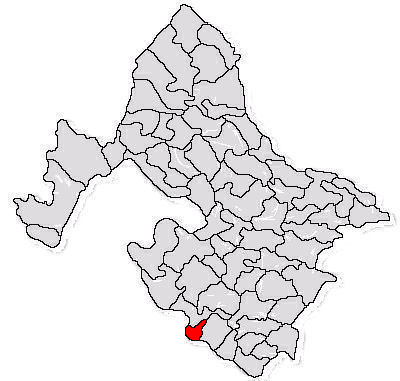
Lage der Gemeinde Pristol im Kreis Mehedinți

Die Gemeinde erstreckt sich entlang des linken Ufers der Donau im Süden des Kreises. Umringt werden die beiden Ortschaften der Gemeinde von den weitläufigen Getreidefeldern der Kleinen Walachei. Bekannt geworden ist Pristol durch seine Lage im Dreiländereck Rumänien-Serbien-Bulgarien. Die Kreishauptstadt Drobeta Turnu Severin befindet sich 62 km nördlich von der Gemeinde entfernt und liegt ebenfalls am Ufer der Donau.

## Geschichte
Auf dem Gebiet des Ortes Pristol wurden bei Kilometer 847 der Donau Funde, welche in die Hallstattzeit deuten, gemacht. Die Gegend um Pristol wurde schon in der Antike von Dakern und später Römern besiedelt. Davon zeugen vier archäologische Fundstätten auf dem Gemeindegebiet, die aus dem 6. Jahrhundert und dem 9.–11. Jahrhundert stammen. Urkundlich wurde der Ort erstmals 1604 erwähnt.
Die Gemeinde gehört seit der Gründung des Königreichs Rumänien zum Kernland des Staates.
Mit dem Beitritt Rumäniens zur Europäischen Union im Jahre 2007 wurde Pristol ein EU-Grenzort zum benachbarten Serbien und ist seitdem vom Zoll streng bewacht.

## Wirtschaft
Die Wirtschaft von Pristol basiert zum größten Teil auf der Landwirtschaft, besonders dem Anbau von Futterpflanzen und Gemüse.
Investoren werden von den fruchtbaren Ackerböden, der Binnenschifffahrt auf der Donau und dem Kanal zum Nachbarkreis Dolj angelockt. Es bestehen damit zahlreiche Möglichkeiten zur Gründung weiterer Unternehmen. Mit dem eingenommenen Geld will die Kommune sowohl Straßennetz und Wasserversorgung der Gemeinde ausbauen sowie auch ein neues Sportzentrum errichten.

## Sehenswürdigkeiten
Das älteste und bekannteste Bauwerk der Gemeinde ist die Kirche Sfântu Nicolae, mit deren Bau um 1892 begonnen wurde. Heute steht diese unter Denkmalschutz.